# Lijst van burgemeesters van Oosteeklo
Dit is een lijst van burgemeesters in Oosteeklo.
- 1824-1834: Karel Van Hecke
- 1834-1865: Leo Van Hecke
- 1865-1867: Ivo Van Hecke
- 1867-1886: Angelus Roegiers
- 1886-1933: Raymond Roegiers
- 1933-1944: Herman Roegiers
- 1944-1950: Prosper Van Hecke
- 1950-1959: Remi Criel
- 1959-1976: Willy Roegiers